# フィル・ラネリン
フィル・ラネリン（Phil Ranelin、1939年5月25日 - ）は、アメリカのジャズおよび実験音楽のトロンボーン奏者。

## 略歴
ラネリンはインディアナポリスで生まれ、ニューヨークに暮らした後、1960年代にデトロイトに引っ越した。スティーヴィー・ワンダーを含む多くのモータウンのレコーディングでセッション・ミュージシャンとして演奏した。1971年、彼とウェンデル・ハリスンは、黒人の意識に専念する前衛的なジャズ・アンサンブルであるトライブと呼ばれるグループを結成した。それと並行して、彼はトライブ・レコード (Tribe Records)を共同で設立した。彼は1970年代にリーダーとしていくつかのアルバムをリリースし、1978年までトライブ・プロジェクトを続けた。これに続いて、ラネリンはフレディ・ハバードと協力した。
ラネリンはその後の数十年間を、主にデトロイトで活動しており、ジャズ愛好家の間で広く受け入れられるということはなかった。しかし、次第に彼の作品にだんだん興味を持つようになったレア・グルーヴ・コレクターたちから注目を集めるようになっていった。その結果、トータスのドラマーであるジョン・マッケンタイアは、ラネリンの古いマテリアルの一部をリマスタリングし、Hefty Recordsから再リリースした。また、すぐにテレフォン・テル・アヴィヴらが参加したリミックス・アルバムが続いた。

## ディスコグラフィ

### リーダー・アルバム
- 『ア・メッセージ・フロム・ザ・トライブ』 - Message from the Tribe (1972年、Tribe)
- 『ザ・タイム・イズ・ナウ!』 - The Time Is Now! (1974年、Tribe)
- 『ヴァイブス・フロム・ザ・トライヴ』 - Vibes from the Tribe (1975年、Tribe)
- Love Dream (1986年、Rebirth)
- A Close Encounter of the Very Best Kind (1996年、Lifeforce)
- Remixes (2002年、Hefty)
- 『インスピレーション』 - Inspiration (2004年、Wide Hive)
- Living a New Day (2009年、Wide Hive)
- Reminiscence (2009年、Wide Hive)
- Perseverance with Henry Franklin and Big Black (2011年、Wide Hive)
- Infinite Expressions (2022年、ORG Music)

### コンピレーション・アルバム
- 『サウンズ・フロム・ザ・ヴィレッジ〜フィル・ラネリン・アンソロジー』 - Sounds From The Village - Phil Ranelin Anthology (2004年、P-Vine)
- Collected Works 2003-2019 (2019年、Wide Hive)

### トライブ
- 『リバース』 - Rebirth (2009年、Planet E/Community Projects/Tribe)
- 『ゲット・アップ・オフ・ユア・ニーズ』 - Get Up Off Your Knees (2021年、Tribe/P-Vine)

### 参加アルバム
フレディ・ハバード
- 『ラブ・コネクション』 - The Love Connection (1979年、Columbia)
- 『スカグリー』 - Skagly (1979年、Columbia)
- 『ミストラル』 - Mistral (1980年、Liberty)
- Pinnacle (2011年、Resonance) ※1980年録音

フレディ・レッド
- Everybody Loves a Winner (1991年、Milestone)

レッド・ホット・チリ・ペッパーズ
- 『レッド・ホット・チリ・ペッパーズ』 - The Red Hot Chili Peppers (1984年、EMI)